# Soufiane Bouchikhi
Soufiane Bouchikhi (* 22. März 1990 in Sint-Niklaas) ist ein ehemaliger belgischer Leichtathlet marokkanischer Herkunft, der in Langstreckenläufen antritt.

## Sportliche Laufbahn
Soufiane Bouchikhi wuchs in der Stadt Antwerpen auf. 2009 nahm er an den belgischen U18-Meisterschaften teil, bei denen er den dritten Platz über 3000 Meter belegte. Über 10.000 Meter trat er im selben Jahr bei den U20-Europameisterschaften in Novi Sad an, bei denen er den siebten Platz belegte. Bis ins Frühjahr 2011 verbesserte er seine Zeit über die 5000 Meter, auf die er sich seitdem vermehrt fokussierte, auf 13:54,37 min.
Im Sommer ging er dann über diese Distanz bei den U23-Europameisterschaften in Ostrava an den Start, bei denen er den 16. Platz belegte. Im Laufe des Jahres 2012 verbesserte er seine 5000-Meter-Zeit um mehr als 20 Sekunden, seine 10.000-Meter-Zeit um mehr als eine Minute.
2014 trat Bouchikhi zu den Europameisterschaften in Zürich erstmals bei den Erwachsenen bei einer internationalen Meisterschaft an. Dort konnte er im Finale über 5000 Meter allerdings nicht an im Laufe der Saison bereits gezeigte Leistungen anknüpfen und belegte im Ziel den 15. Platz. Ein Jahr später startete dann auch erstmals in Wettkämpfen im Halbmarathon, unter anderem zur Universiade in Gwangju, bei der Vierter wurde.
Einige Tage zuvor erreichte er über 10.000 Meter bereits den fünften Platz. Bei den Europameisterschaften 2016 in Amsterdam belegte er in 29:04,74 min den siebten Platz. Dort ging er nur zwei Tage später ebenfalls im Halbmarathon an den Start, bei dem er als 28. ins Ziel kam. 2017 verpasste Bouchikhi bei den Weltmeisterschaften in London über 5000 Meter das Finale der 15 Besten nur knapp und landete auf dem 16. Platz.
Im Sommer 2018 trat er zunächst über 10.000 Meter bei den Europameisterschaften in Berlin an. In dem Rennen erreichte er als Sechster das Ziel. Vier Tage später wurde er Zehnter über die 5000 Meter. Im März 2019 trat er im Rahmen des New-York-Marathon über die halbe Distanz an, bei der er seine Bestleistung von 1:02,59 h aufstellte. Bei den Weltmeisterschaften in Doha kam er über die 10.000 Meter nach 28:15,43 min als 14. ins Ziel.
Im Dezember belegte er den siebten Platz bei den Crosslauf-Europameisterschaften in Lissabon. 2022 trat Bouchikhi in München zum ersten Mal bei Europameisterschaften im Marathon an, konnte den Wettkampf allerdings nicht beenden.
Im Dezember 2023 erklärte der 33-Jährige seine aktive Zeit für beendet.

## Wichtige Wettbewerbe
| Jahr                | Veranstaltung                   | Ort                 | Platz               | Disziplin           | Zeit                |
| Startet für Belgien | Startet für Belgien             | Startet für Belgien | Startet für Belgien | Startet für Belgien | Startet für Belgien |
| ------------------- | ------------------------------- | ------------------- | ------------------- | ------------------- | ------------------- |
| 2009                | U20-Europameisterschaften       | Novi Sad            | 7.                  | 10.000 m            | 31:46,38 min        |
| 2011                | U23-Europameisterschaften       | Ostrava             | 16.                 | 5000 m              | 14:32,71 min        |
| 2014                | Europameisterschaften           | Zürich              | 15.                 | 5000 m              | 14:17,43 min        |
| 2015                | Universiade                     | Gwangju             | 5.                  | 10.000 m            | 29:24,21 min        |
| 2015                | Universiade                     | Gwangju             | 4.                  | Halbmarathon        | 1:06,04 h           |
| 2016                | Europameisterschaften           | Amsterdam           | 8.                  | 10.000 m            | 29:03,74 min        |
| 2016                | Europameisterschaften           | Amsterdam           | 28.                 | Halbmarathon        | 1:05,31 h           |
| 2017                | Weltmeisterschaften             | London              | 16.                 | 5000 m              | 13:28,64 min        |
| 2018                | Europameisterschaften           | Berlin              | 10.                 | 5000 m              | 13:25,22 min        |
| 2018                | Europameisterschaften           | Berlin              | 6.                  | 10.000 m            | 28:19,07 min        |
| 2019                | Weltmeisterschaften             | Doha                | 14.                 | 10.000 m            | 28:15,43 min        |
| 2019                | Crosslauf-Europameisterschaften | Lissabon            | 7.                  | Herrenrennen        | 30:41 min           |
| 2022                | Europameisterschaften           | München             |                     | Marathon            | DNF                 |

## Sonstiges
Nach dem Schulabschluss nahm Bouchikhi an der Eastern Kentucky University ein Studium der Industrietechnologe auf und trat von 2010 bis 2014 für deren Sportteam in landesweiten Wettkämpfen an.

## Persönliche Bestleistungen
Freiluft
- 3000 m: 7:55,55 min, 20. August 2017, Birmingham
- 5000 m: 13:19,55 min, 21. Juli 2018, Heusden-Zolder
- 10.000 m: 27:41,20 min, 3. Mai 2018: Palo Alto
- Halbmarathon: 1:02,59 h, 17. März 2019, New York City
- Marathon: 2:12:39 h, 21. März 2021, Dresden

Halle
- 3000 m: 8:02,77 min, 20. März 2012, Bloomington
- 5000 m: 13:57,74 min, 9. März 2012, Nampa